# Ялтенска яйла
Ялтенска яйла́ (на руски: Ялтинская яйла; на украински: Ялтинська яйла; на кримскотатарски: Yalta yaylası, Ялта яйласы) е планински масив (яйла), част от главния хребет на Кримските планини.
От запад и север яйлата огражда наклонена долина и залив, на чиито бряг лежи град Ялта. Най-високата точка е връх Кемал Егерек (1529,5 m) и представлява своеобразна северна издаденост на яйлата. Най-забележителните върхове са Лапата (1406 m) и Джунин Кош (1422 m).
Ялтенската яйла представа специфично хълмисто планинско плато, покрито с планински ливади от алпийски тип с разнообразие от треви и цветя, а на места се наблюдават редки храсти или дървесни видове. На запад Ялтенската яйла преминава в Ай Петринската яйла (граница между тях е падината Ендек Дере), на изток проломът Уч Кош и планинският проход Уч Кош Богаз от Гурзуфската яйла.
За яйлата са карактерни карстови релефни форми от средиземноморски тип: пещери и неголеми депресии. Южните склонове на яйлата попадат в границите на Ялтенския природен резерват. Тя е популярен туристически обект. Най-лесно достъпна откъм Ялта е от пътеката Йограф Богаз.

## Галерия
- Характерен ландшафт.
- Панорама от източните части на яйлата.
- Панорама от южните покрайнини на яйлата.